# 靱勉
靱 勉（うつぼ つとむ、1904年9月5日 - 1970年12月15日）は、日本の官僚、実業家。次女はバレリーナのゆうきみほ（本名：靭啓子）。

## 来歴
東京出身。1929年（昭和4年）、東京帝国大学卒業後、逓信省入省。電気通信省次官となり、1952年（昭和27年）8月から1958年（昭和33年）9月まで日本電信電話公社初代副総裁を務める。その後国際電信電話株式会社（KDDIの前身の1つ）代表取締役社長となり、電気通信の発展に貢献した。1965年（昭和40年）12月から1967年（昭和42年）6月まで、NHK経営委員長を務めた。